# Ancilocerinos
Ancilocerinos (Ancylocerini) é uma tribo de coleópteros da subfamília Cerambycinae.

## Sistemática
- Ordem Coleoptera
  - Subordem Polyphaga
    - Infraordem Cucujiformia
      - Superfamília Chrysomeloidea
        - Família Cerambycidae
          - Subfamília Cerambycinae
            - Tribo Ancylocerini
              - Gênero Ancylocera
              - Gênero Assycuera
              - Gênero Callancyla
              - Gênero Ceralocyna
              - Gênero Cercoptera
              - Gênero Exallancyla
              - Gênero Ischnotes
              - Gênero Mimonneticus